# Charles Laeser
Charles Laeser (Genebra, 12 de setembro de 1879 - Genebra, 28 de julho de 1959) foi um ciclista profissional que defendeu as cores de Suíça.

## Participações no Tour de France
- Tour de France 1903 : venceu a 4ª etapa da competição
- Tour de France 1904 : abandonou